# Arondismentul Montluçon
Arondismentul Montluçon (în franceză Arrondissement de Montluçon) este un arondisment din departamentul Allier, regiunea Auvergne, Franța.

## Subdiviziuni

### Cantoane
- Cantonul Cérilly
- Cantonul Commentry
- Cantonul Domérat-Montluçon-Nord-Ouest
- Cantonul Ébreuil
- Cantonul Hérisson
- Cantonul Huriel
- Cantonul Marcillat-en-Combraille
- Cantonul Montluçon-Est
- Cantonul Montluçon-Nord-Est
- Cantonul Montluçon-Ouest
- Cantonul Montluçon-Sud
- Cantonul Montmarault

### Comune
| 1. Ainay-le-Château (03003)           | 2. Archignat (03005)               | 3. Arpheuilles-Saint-Priest (03007) | 4. Audes (03010)                 |
| 5. Beaune-d'Allier (03020)            | 6. Bellenaves (03022)              | 7. Bizeneuille (03031)              | 8. Blomard (03032)               |
| 9. Braize (03037)                     | 10. Le Brethon (03041)             | 11. Bézenet (03027)                 | 12. La Celle (03047)             |
| 13. Chamblet (03052)                  | 14. Chambérat (03051)              | 15. La Chapelaude (03055)           | 16. Chappes (03058)              |
| 17. Chavenon (03070)                  | 18. Chazemais (03072)              | 19. Chirat-l'Église (03077)         | 20. Chouvigny (03078)            |
| 21. Colombier (03081)                 | 22. Commentry (03082)              | 23. Cosne-d'Allier (03084)          | 24. Courçais (03088)             |
| 25. Coutansouze (03089)               | 26. Cérilly (03048)                | 27. Deneuille-les-Mines (03097)     | 28. Domérat (03101)              |
| 29. Doyet (03104)                     | 30. Durdat-Larequille (03106)      | 31. Désertines (03098)              | 32. Estivareilles (03111)        |
| 33. Givarlais (03123)                 | 34. Huriel (03128)                 | 35. Hyds (03129)                    | 36. Hérisson (03127)             |
| 37. Isle-et-Bardais (03130)           | 38. Lalizolle (03135)              | 39. Lamaids (03136)                 | 40. Lavault-Sainte-Anne (03140)  |
| 41. Lignerolles (03145)               | 42. Louroux-Bourbonnais (03150)    | 43. Louroux-Hodement (03153)        | 44. Louroux-de-Beaune (03151)    |
| 45. Louroux-de-Bouble (03152)         | 46. Lételon (03143)                | 47. Maillet (03158)                 | 48. Malicorne (03159)            |
| 49. Marcillat-en-Combraille (03161)   | 50. Mazirat (03167)                | 51. Meaulne (03168)                 | 52. Mesples (03172)              |
| 53. Montluçon (03185)                 | 54. Montmarault (03186)            | 55. Montvicq (03189)                | 56. Murat (03191)                |
| 57. Nades (03192)                     | 58. Nassigny (03193)               | 59. Naves (03194)                   | 60. Néris-les-Bains (03195)      |
| 61. La Petite-Marche (03206)          | 62. Prémilhat (03211)              | 63. Quinssaines (03212)             | 64. Reugny (03213)               |
| 65. Ronnet (03216)                    | 66. Saint-Angel (03217)            | 67. Saint-Bonnet-Tronçais (03221)   | 68. Saint-Bonnet-de-Four (03219) |
| 69. Saint-Caprais (03222)             | 70. Saint-Désiré (03225)           | 71. Saint-Fargeol (03231)           | 72. Saint-Genest (03233)         |
| 73. Saint-Marcel-en-Marcillat (03244) | 74. Saint-Marcel-en-Murat (03243)  | 75. Saint-Martinien (03246)         | 76. Saint-Palais (03249)         |
| 77. Saint-Priest-en-Murat (03256)     | 78. Saint-Sauvier (03259)          | 79. Saint-Victor (03262)            | 80. Saint-Éloy-d'Allier (03228)  |
| 81. Sainte-Thérence (03261)           | 82. Sauvagny (03269)               | 83. Sazeret (03270)                 | 84. Sussat (03276)               |
| 85. Teillet-Argenty (03279)           | 86. Terjat (03280)                 | 87. Theneuille (03282)              | 88. Tortezais (03285)            |
| 89. Treignat (03288)                  | 90. Urçay (03293)                  | 91. Valignat (03295)                | 92. Valigny (03296)              |
| 93. Vallon-en-Sully (03297)           | 94. Vaux (03301)                   | 95. Veauce (03302)                  | 96. Venas (03303)                |
| 97. Verneix (03305)                   | 98. Vernusse (03308)               | 99. Vicq (03311)                    | 100. Le Vilhain (03313)          |
| 101. Villebret (03314)                | 102. Villefranche-d'Allier (03315) | 103. Viplaix (03317)                | 104. Vitray (03318)              |
| 105. Ébreuil (03107)                  | 106. Échassières (03108)           |                                     |                                  |